# Comuna de Końskie
Końskie (polaco: Gmina Końskie) é uma gminy (comuna) na Polónia, na voivodia de Santa Cruz e no condado de Konecki. A sede do condado é a cidade de Końskie.
De acordo com os censos de 2004, a comuna tem 36 547 habitantes, com uma densidade 146,2 hab/km².

## Área
Estende-se por uma área de 249,9 km², incluindo:
- área agricola: 41%
- área florestal: 49%

## Demografia
Dados de 30 de Junho 2004:
|                      | Total   | Total | Mulheres | Mulheres | Homens  | Homens |
| -------------------- | ------- | ----- | -------- | -------- | ------- | ------ |
|                      | pessoas | %     | pessoas  | %        | pessoas | %      |
| População            | 36 547  | 100   | 18 753   | 51,3     | 17 794  | 48,7   |
| Densidade (pop./km²) | 146,2   | 100   | 75       | 75       | 71,2    | 71,2   |

De acordo com dados de 2005, o rendimento médio per capita ascendia a 1450,39 zł.

## Comunas vizinhas
- Białaczów, Gowarczów, Przysucha, Radoszyce, Ruda Maleniecka, Smyków, Stąporków, Żarnów